# صالح الخزيم
صالح بن ناصر الخزيم فقيه وشاعر وعالم دين سعودي، هو صالح بن ناصر بن صالح الخزيم، ولد في البكيرية والكائنة في منطقة القصيم في المملكة العربية السعودية عام 1353 هـ الموافق 1934.

## تعليمه وعمله
تلقى تعليمه ما قبل الجامعي في مدارس البكيرية، ثم انتقل بعدها إلى الرياض حيث التحق بكلية الشريعة جامعة الإمام محمد بن سعود الإسلامية، وقرأ على عدد من أساتذة الكلية والجامعة، حصل بعد ذلك على درجة الماجستير عام 1978، ثم حصل على درجة الدكتوراه عام 1983 عن تحقيقه لكتاب هداية السالك إلى معرفة المناسك.
وقد بدأ الخزيم حياته العملية مدرسا في المعهد العلمي في بريدة، ثم انتقل إلى بعدها فعمل مدرسا في كلية الفقه واللغة العربية التابعة لجامعة الإمام محمد بن سعود الإسلامية، ثم ترقى فيها حتى وصل رئيسا لقسم الفقه، وقد شارك الخزيم في وضع مقررات التوحيد والفقه للمرحلتين المتوسطة والثانوية بمدارس وزارة التربية بالمملكة العربية السعودية.

## شعره
يعد الخزيم شاعر مناسبات إضافة لكونه فقيه وعالم، أما المتاح من شعره فهو قليل، فقد نظمه على البناء الخليلي ملتزما وحدتي الموضوع والقافية، ارتبط بمجمله بالمناسبات الاجتماعية، تراوح أكثره بين المدح والرثاء، واتسم بنزوع ديني يميل إلى استخلاص العبر، وللخزيم قصيدة ترحيب بالملك عبد الله بن عبد العزيز عند زيارته لمنطقة القصيم.

## مؤلفاته
للخزيم أربعة مؤلفات مطبوعة بالإضافة لرسالتي الماجستير والدكتوراة:
- الصبر.
- المنبر في الفرائض.
- تقويم النضر.
- وظيفة المسجد في المجتمع.

## وفاته
توفي صالح الخزيم بحادث مروري في بريدة عام 1418 هـ الموافق 1997.